# Туейтс (ледник)
Ледникът Туейтс (на английски: Thwaites Glacier) е долинен ледник в Западна Антарктида, Земя Мери Бърд, Бряг Уолгрин. Води началото си от Западноантарктическото плато и „тече“ на север по източната периферия на планината Мърфи. „Влива“ се чрез дълъг над 50 km ледников език западно от залива Пайн Айлънд на море Амундсен, част от Тихоокеанския сектор на Южния океан, източно от изгасналия вулкан Мърфи (2700 m, 75°18′ ю. ш. 110°42′ з. д. / 75.3° ю. ш. 110.7° з. д.). Ледникът Туейтс е един от „най-бързите“ долинни ледници в света, като средната му скорост близо до „устието“ му е над 2 km/год., а в средните му стеснени участъци – от 50 до 100 km/год.
Ледникът Туейтс е открит и картиран на базата на направените през периода 1959 – 66 г. аерофотоснимки от американски антарктически експедиции и през 1967 г. е наименуван от Американския Консултативен комитет по антарктическите названия в чест на американския геолог и геоморфолог Фредерик Туейтс (1883 – 1961), професор в Университета на щата Уисконсин.